# Argentyna na Mistrzostwach Świata w Lekkoatletyce 2019
Argentyna na Mistrzostwach Świata w Lekkoatletyce 2019 – reprezentacja Argentyny podczas mistrzostw świata w Doha liczyła 1 zawodnika i 2 zawodniczki.

## Skład reprezentacji

### Mężczyźni
| Zawodnik      | Konkurencja | Kwalifikacje | Kwalifikacje | Finał | Finał   | Źródło |
| Zawodnik      | Konkurencja | Wynik        | Pozycja      | Wynik | Pozycja | Źródło |
| ------------- | ----------- | ------------ | ------------ | ----- | ------- | ------ |
| Joaquín Gómez | rzut młotem | 70,17        | 31.          | NQ    | NQ      | [ 1 ]  |

### Kobiety
| Zawodniczka       | Konkurencja                   | Eliminacje | Eliminacje | Półfinał | Półfinał | Finał | Finał   | Źródło |
| Zawodniczka       | Konkurencja                   | Wynik      | Pozycja    | Wynik    | Pozycja  | Wynik | Pozycja | Źródło |
| ----------------- | ----------------------------- | ---------- | ---------- | -------- | -------- | ----- | ------- | ------ |
| Florencia Borelli | bieg na 5000 m                | 15:56,49   | 25.        | —        | —        | NQ    | NQ      | [ 2 ]  |
| Belén Casetta     | bieg na 3000 m z przeszkodami | 9:45,07    | 29.        | —        | —        | NQ    | NQ      | [ 3 ]  |